# Fábián Ambrus
Fábián Ambrus Zsigmond (Bozzai, 1809. augusztus 22. – Sopron, 1878. december 9.) benedek rendi pap, tanár.

## Élete
1827. október 16-án lépett a rendbe; teológiai tanulmányait Győrszentmártonban végezte. 1835. július 13-án misés pappá szenteltetett föl; 1835–1836-ban hitszónok volt ugyanott, 1836–1846-ban tanár Sopronban, 1846–1850-ben Pozsonyban, 1850–1854-ben hitszónok és tanár Pannonhalmán, 1854–1859-ben tanár Győrött. 1859–1870-ben hitszónok volt Sopronban.

## Munkái
- Ó- és új-szövetségi történet. Schmid Kristóf nyomán a tanuló ifjúság számára. Pozsony, 1845 (2. kiadás Pozsony, 1845)
- Örömdal Cherrier a pozsonyi tankerület főigazgatójának beigtatásakor. Pozsony, 1846
- A kath. egyház története és az isteni tiszteletnek szelleme. Hepp és Terklau után, az ifjúság és nép hasznára. Pozsony, 1847
- A kath. egyház története, a középtanodai ifjúság számára, kiadta a jó és olcsó könyvkiadó-társulat. Pest, 1850 (2. kiadás Eger, 1863)

Kéziratban: Magyarok története
Programértekezései: Erény és tudomány, Kalászat a magyar irodalom terén (Győri r. k. gymnasium Értesítője 1857 és 1859); cikkei: a Religio és Nevelésben (1841. A belbéke, 1843–44. Iskolaügy Sopronban, Kötelességeink önmagunk iránt, hét cikk, 1846. Egyházi helyek, 1847–49. Önsanyargatás a szentirás értelmében, Iskolaügy Nagyszombatban), a Kath. Néplapban (1848–52., 1855., 1861–62. nevelés- és erkölcsi irányú elbeszélések és egyházi tárgyú cikkek), a Religióban (1851. Viale nuncius és Hauer főispán Pannonhalmán, 1854. A hazai szent legendák tárgyában, 1855. Győri missiói tudósítás, 1856. Iskolaügy Győrött és Győri tudósítás Ferenc József király utazásáról, 1857. Rózsafüzér-társulat, Simor győri püspök beigtatása, 1858. Szent-Márton, Rimely főapát bérmálásáról), a Családi Lapokban (1853–54. Demetrio kapitány története, Párbaj, és több külföldi beszély fordítása), a Tanodai Lapokban (1856. Eszmetöredékek az ész és szív öszhangzatos képzéséhez. 1858. Martin K., A kath. religio cz. tankönyvének birálata), a Pázmány-füzetekben (Pest, 1855–59) hat beszéde s a Garay Alajos, Magyar egyházi Szónok c. folyóiratában (Pest, 1861–64) 28 egyházi beszéde jelent meg; 1846-ban a Nemzeti Ujságnak rendes levelezője volt; ebbe és a fönt említett lapokba még több politikai és vegyes tartalmú cikket írt (1841–61.); az Egyetemes Magyar Encyclopaediának munkatársa volt.